# 吐豆发
吐豆发（?—?），柔然人。头兵可汗阿那瓌的从祖。
葛荣和杜洛周围攻北魏北道行台杨津守卫的定州城。北魏的军队不能来相救。528年正月，杨津派儿子杨遁突围出去，来到柔然国向头兵可汗阿那瓌求救。杨遁日夜哭泣恳请，阿那瓌派他的堂祖父吐豆发率精锐骑兵一万南下救援。前锋行至广昌县时，敌兵扼守住了隘口，柔然军于是退回。